# Resolución 1969 del Consejo de Seguridad de las Naciones Unidas
La resolución 1969 del Consejo de Seguridad de las Naciones Unidas fue aprobada por unanimidad el 24 de febrero de 2011, tras
la reafirmación de las Resoluciones 1599 (2005), 1677 (2006), 1690 (2006), 1703 (2006), 1704 (2006), 1745 (2007), 1802 (2008), 1867 (2009) y 1912 (2010) sobre la situación en Timor Oriental (Timor-Leste). En ella, el Consejo decidió prolongar la presencia de la Misión Integrada de las Naciones Unidas en Timor Oriental (UNMIT) durante un año, hasta el 26 de febrero de 2012.